# Quarona
Quarona (piemontesisch Quaron-a) ist eine Gemeinde in der italienischen Provinz Vercelli (VC), Region Piemont.

## Lage und Einwohner
Die Gemeinde Quarona liegt rund 60 km nördlich von der Provinzhauptstadt Vercelli und knapp 100 km nordwestlich von Mailand auf einer Höhe von 401 m über dem Meeresspiegel an der Sesia. Das Gemeindegebiet umfasst eine Fläche von 15 km² und hat 3766 Einwohner (Stand 31. Dezember 2023). Die Gemeinde besteht aus den Fraktionen (Ortsteilen) Doccio und Valmaggiore.
Die Nachbargemeinden sind Borgosesia, Cellio con Breia und Varallo Sesia.

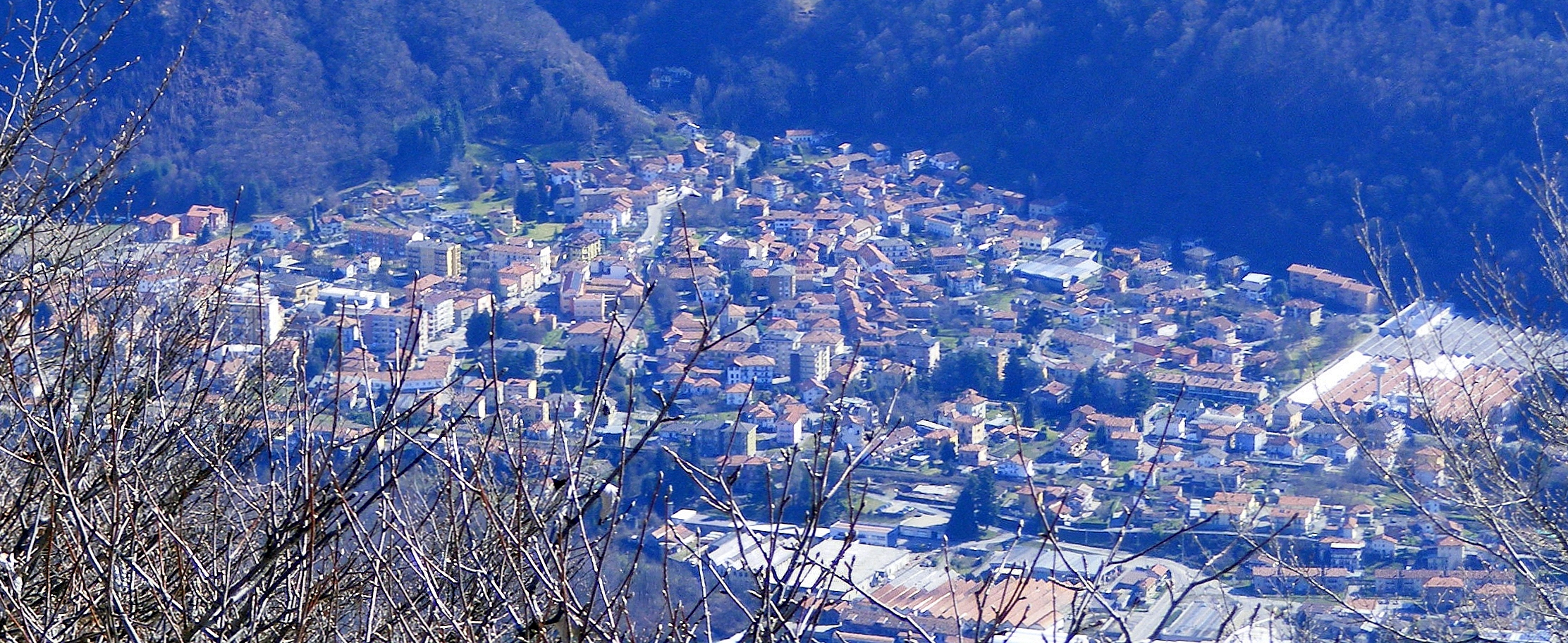
Panorama von Quarona

## Geschichte

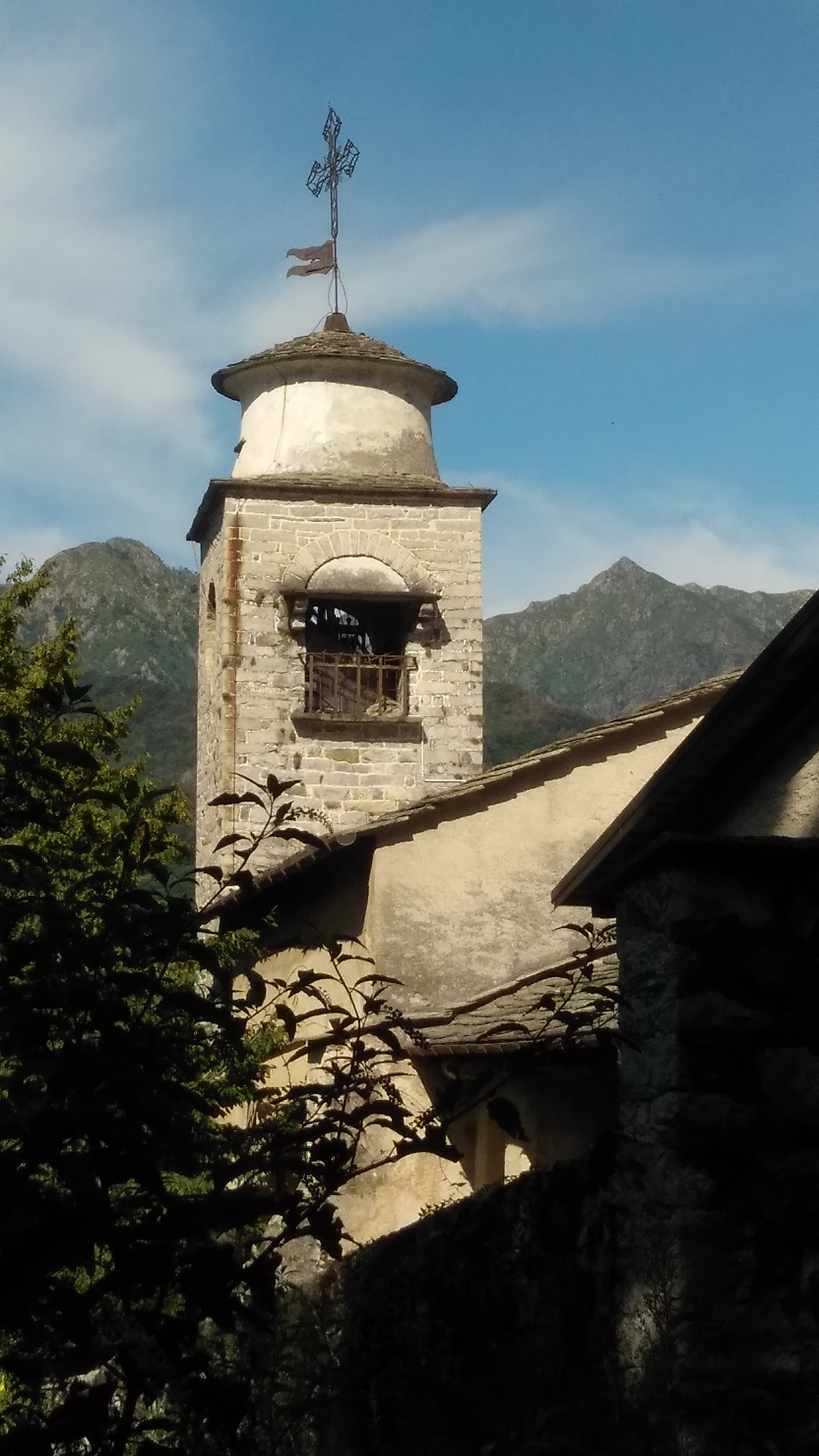
Der Glockenturm der Kirche San Giovanni

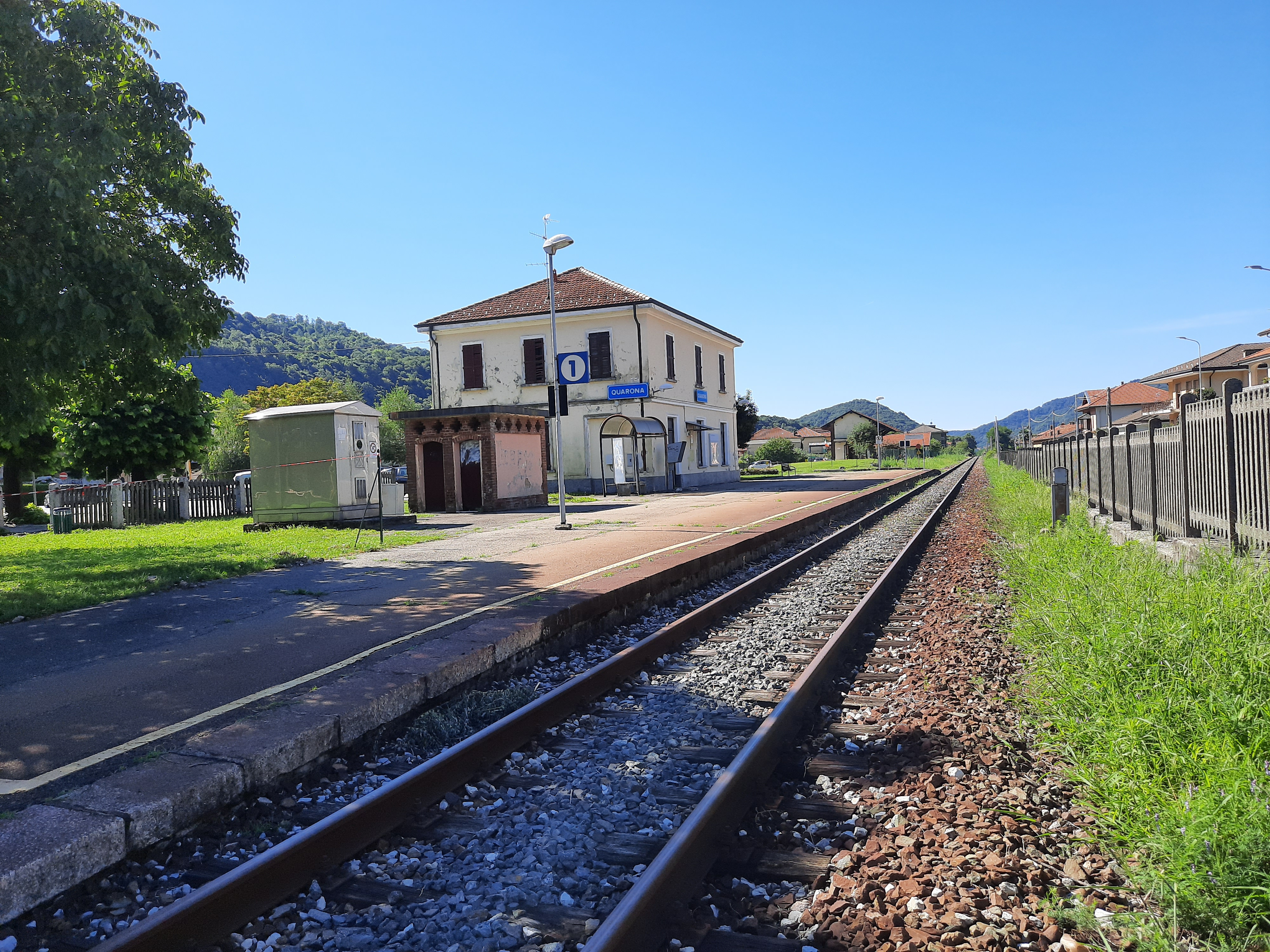
Der Bahnhof von Quarona

Der Ortsname bezieht sich auf das lateinische Wort Qudra, das ein bestimmtes Maß für die Landaufteilung angibt. Der Fund von Artefakten aus der frühchristlichen Zeit und ein Dokument aus dem Jahr 1070 mit der Unterschrift von Guido di Biandrate lassen darauf schließen, dass das Gebiet einer der ersten bewohnten Orte im Tal war. Nach dem Frieden von Casalino und mit der Ausarbeitung einer öffentlichen Urkunde im Jahr 1274 beanspruchten die Einwohner von Novara Besitzansprüche und verzichteten auf den Feudalismus. Später gelangte das Gebiet jedoch wieder in den Besitz adliger Familien.
1384 kam Gian Galeazzo Visconti an die Macht. 1402 folgte Francesco Barbavara und danach 1415 Filippo Maria Visconti. Im Jahr 1529 erhielt Mercurino Arborio von Gattinara die Macht direkt vom neuen Kaiser des Heiligen Römischen Reiches, Karl I.
Die dunkelste Zeit war das 17. Jahrhundert aufgrund der ständigen Belästigung durch die Spanier, die das Leben der Einwohner fast unmöglich machten.
Am 12. April 1886 wurde der Bahnhof an der Bahnstrecke Novara-Varallo eröffnet. Seit dem 15. September 2014 ist der öffentliche Verkehr eingestellt. Das System bleibt jedoch für die Haltestellen einiger Gelegenheitszüge aktiv, wie zum Beispiel die Nacht-Shuttlezüge während des Alpàa-Festivals oder für alle historischen Züge, die im Laufe des Jahres verkehren. Diese Touristenfahrten sind bereits seit dem 24. Mai 2015 auf der Strecke aktiv.

## Sehenswürdigkeiten
- Die Pfarrkirche San Giovanni Battista scheint aus dem Jahr 398 zu stammen und der Überlieferung nach wurde sie gleichzeitig von Katholiken und Arianern genutzt. Obwohl es keine Dokumente gibt, die den Bau des Glockenturms belegen, und obwohl auf seinem Sockel eine Inschrift mit dem Datum 1405 zu sehen ist, schreiben Historiker den Bau des Glockenturms dem 11. Jahrhundert zu.
- Der Bau des Oratoriums der Beata al Piano geht auf das 15. Jahrhundert zurück, an dessen Fassade noch die Fresken von Perracino zu sehen sind. Zwischen 1609 und 1632 wurde die alte Pfarrkirche durch die Kirche Sant'Antonio ersetzt.

## Wirtschaft
Die Stoffweberei Loro Piana hat hier ihren Firmensitz.

## Persönlichkeiten
- Etienne Perincioli (* 3. Oktober 1881 in Doccio, Fraktion der Gemeinde Quarona; † 10. März 1944 in Bern), ein Italiener-Schweizer  Stuckateur und Bildhauer[3]
- Marcel Perincioli (* 14. Juni 1911 in Bern; † 10. September 2005 ebenda), Sohn von Etienne, Bildhauer[4]